# Máquina analítica
La máquina analítica es el diseño de un computador moderno de uso general realizado por el profesor británico de matemática Charles Babbage, que representó un paso importante en la historia de la informática. Fue inicialmente descrita en 1837, aunque Babbage continuó refinando el diseño hasta su muerte en 1871. La máquina no pudo construirse debido a razones de índole política, pues hubo detractores por un posible uso de la máquina para fines bélicos.
Algunos piensan que las limitaciones tecnológicas de la época eran un obstáculo para construir la máquina de haberse obtenido financiación y apoyo político al proyecto.

## Historia

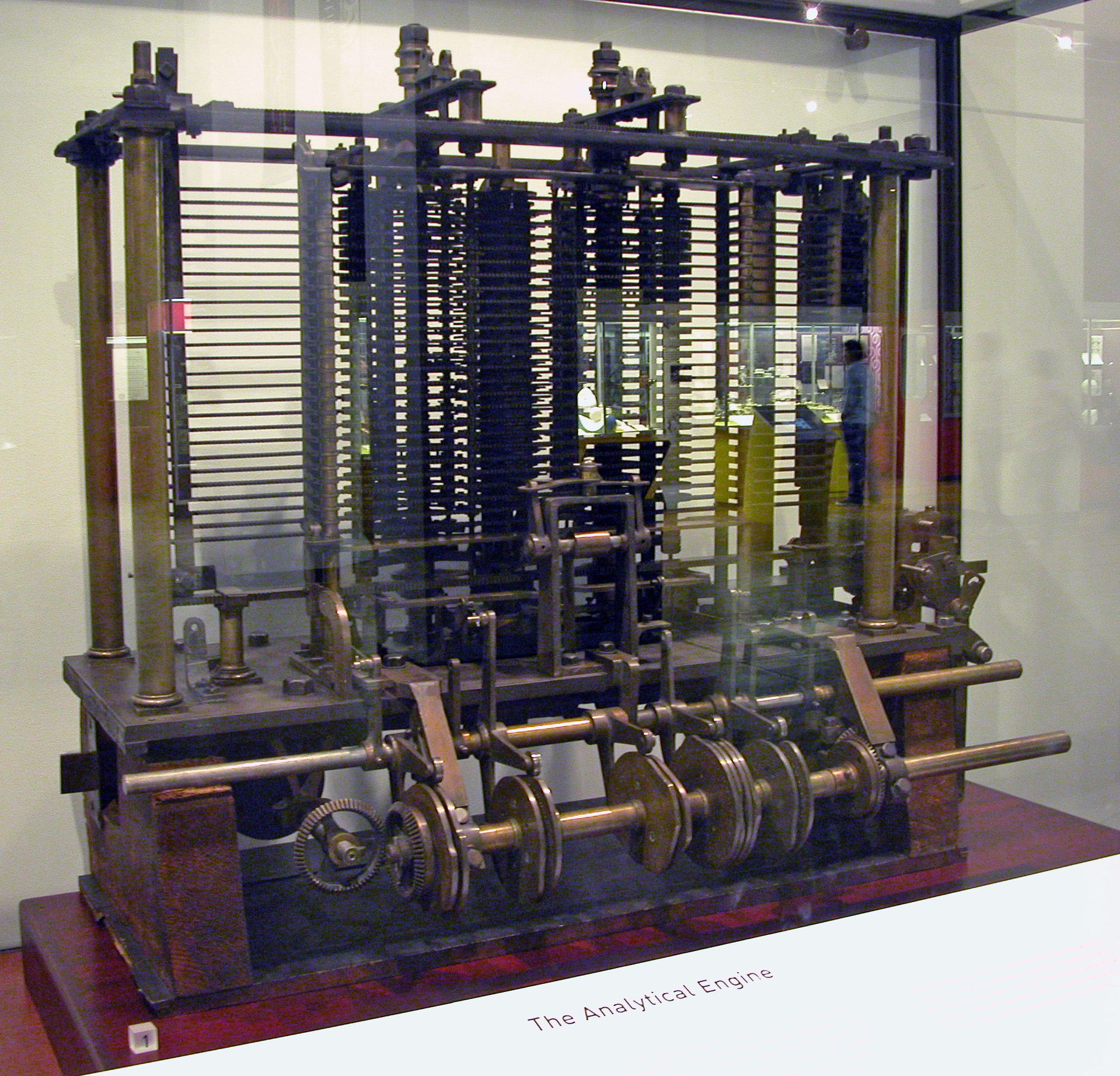
Máquina analítica

El primer intento de Babbage para diseñar un dispositivo de computación mecánica fue la máquina diferencial, que fue un computador diseñado específicamente para construir tablas de logaritmos y de funciones trigonométricas evaluando polinomios por aproximación. La construcción de esta máquina nunca se llegó a completar, Babbage tenía conflictos con el ingeniero superior, Joseph Clement, y en última instancia, el gobierno británico retiró el financiamiento para su proyecto. Durante este proyecto, Babbage comprendió que parte de su trabajo podía ser aprovechado en el diseño de un computador de propósito general, de manera que inició el diseño de la máquina analítica. El trabajo en el diseño de la máquina analítica empezó en 1835.
En 1842, el matemático italiano Luigi Menabrea, quien se había encontrado con Babbage durante un viaje de éste por Italia, escribió una descripción de la máquina en francés. En 1843, esa descripción fue traducida al inglés y anotada de forma extensa por Augusta Ada King, Condesa de Lovelace (hija del poeta Lord Byron), quien ya se había interesado en la máquina unos años antes. Ada Lovelace escribió, en una de las muchas notas que incluye el artículo, un algoritmo para calcular los números de Bernoulli, que es considerado como el primer programa de ordenador. Como reconocimiento a su trabajo, ella ha sido descrita en muchas ocasiones como la primera programadora. El lenguaje de programación Ada actualmente utilizado lleva su nombre.

## Diseño
La máquina analítica debía funcionar con un motor a vapor y habría tenido 2,25 metros de alto, 3 metros de largo y 1.20 metros de ancho. Para la entrada de datos y programas utilizó un sistema de tarjetas perforadas derivado del telar de Jacquard, mecanismo ya utilizado en la época para dirigir diversos equipos mecánicos, haciéndolo infinitamente programable. La salida debía producirse por una impresora, un equipo de dibujo y una campana. La máquina debía también perforar tarjetas que podrían ser leídas posteriormente. La máquina analítica trabajaba con una aritmética de coma fija en base 10 y poseía una memoria capaz de almacenar 1000 números de 50 dígitos cada uno (aproximadamente 16,2 kB). Una unidad aritmética sería capaz de realizar las cuatro operaciones aritméticas, además de las comparaciones y las raíces cuadradas. Inicialmente en 1838 fue concebido como la máquina diferencial curvada sobre sí misma, en una disposición generalmente circular, con la memoria larga que salía de un lado. Dibujos posteriores en 1858 muestran un diseño de cuadrícula regularizado.
Igual que la unidad central de procesamiento (CPU) de un ordenador moderno, el molino se basaría en sus propios procedimientos internos para ser almacenada en forma de clavijas insertadas en tambores giratorios llamados "barriles", para llevar a cabo algunas de las instrucciones más complejas del programa de usuario. 
El lenguaje de programación que sería utilizado era similar a los actuales lenguajes ensambladores. Era posible realizar bucles y condicionales de manera que el lenguaje propuesto habría sido Turing-completo. 
Se utilizaban tres tipos diferentes de tarjetas perforadas: una para operaciones aritméticas, una para constantes numéricas y otra para operaciones de almacenamiento y recuperación de datos de la memoria, y la transferencia de datos entre la unidad aritmética y la memoria. Había tres lectores separados para los tres tipos de tarjetas.  Babbage desarrolló unas dos docenas de programas para la máquina analítica entre 1837 y 1840, y un programa más adelante. Estos programas tratan polinomios, fórmulas iterativas, el método de reducción de Gauss, y los  números de Bernoulli.

## Problemas en su construcción
Aunque los planos eran probablemente correctos, las disputas con el artesano que construyó las partes y el fin de los fondos por parte del gobierno, la hicieron imposible de construir. El problema era debido a que los engranajes en esa época aún no aguantaban mucho esfuerzo y con el calor se deformaban. El proveedor de Babbage no podía hacer nada para evitarlo por lo cual mantenían largas discusiones. Babbage tampoco podía buscar otro proveedor.

## Construcción parcial
En 1878, un comité de la Asociación británica para el avance de la ciencia recomendó no construir la máquina analítica, por lo que Babbage no tuvo acceso a fondos del gobierno.
En 1910, el hijo de Babbage, Henry P. Babbage informó que una parte del dispositivo de cálculo y el equipo de impresión habían sido construidos y utilizados para calcular una lista de múltiplos de Pi (con errores). Esto sólo era una pequeña parte de la máquina analítica que no podía ser programada ni disponía de memoria.
En 1991 el museo de ciencias de Londres, siguiendo los planos originales de Charles Babbage, con escasas modificaciones sobre los mismos, construyó la máquina diferencial. Y en la siguiente década se construyó la impresora de la máquina diferencial.

## Influencia
La máquina analítica fue prácticamente olvidada salvo por tres inventores: Percy Ludgate, Leonardo Torres Quevedo y Vannevar Bush que independientemente propusieron, a principios del siglo XX, diseños de máquinas analíticas basados en la de Babbage. 
Los trabajos de George Stibitz de Bell Laboratories en Nueva York justo antes de la Segunda Guerra Mundial y de Howard Aiken en la Universidad de Harvard, durante y justo después de la guerra están estrechamente relacionado con el trabajo de Babbage sobre la máquina analítica. Ambos construyeron computadores electromagnéticos estrechamente relacionados con la máquina analítica, si bien ninguno de estos equipos puede ser considerado como un computador programable moderno. La máquina de Aiken fue financiada por IBM y fue llamada el Harvard Mark I. 
De la autobiografía de Babbage:
Tan pronto como exista una Máquina Analítica, será necesario redirigir el futuro curso de la ciencia. 

## Comparación con otros ordenadores primerizos
Si la máquina analítica hubiera estado construida, hubiera sido digital, programable y Turing completo. Luigi Federico Menabrea informó en el boceto de la máquina analítica: «El Sr. Babbage cree que puede, por su máquina, formar el producto de dos números, cada uno con veinte dígitos, en tres minutos». En comparación, Harvard Mark I podría realizar la misma función en tan solo seis segundos. Un PC modernos puede hacer lo mismo en menos de una millonésima de segundo. Cabe destacar que la máquina analítica de Babbage fue descrita más de cien años antes de cualquier de los dispositivos computacionales nombrados y por lo tanto, no es de extrañar que fuera mucho más lenta.
| Nombre                               | Primera operación                                               | Sistema numérico      | Mecanismo de computación | Programario                                                                                             | Turing completo              | Memoria                                |
| Máquina diferencial                  | No construida hasta los 1990                                    | Decimal               | Mecánico                 | No programable; las constantes numéricas iniciales de diferencias polinómicas se configuran físicamente | No                           | Ruedas en los ejes                     |
| Máquina analítica                    | No construida aún                                               | Decimal               | Mecánico                 | Tarjetas perforadas                                                                                     | Sí                           | Ruedas en los ejes                     |
| Bombe (Polonia, Reino Unido, EUA)    | 1939 (Polonia), marzo de 1940 (Reino Unido), mayo de 1943 (EUA) | Carácter              | Electromecánico          | No programable; los parámetros de entrada de cifrado se especifican por cables de conexión              | No                           | Rotores                                |
| Zuse Z3 (Alemania)                   | Mayo de 1941                                                    | Binario Coma flotante | Electromecánico          | Película de 35mm                                                                                        | Desconocido, en principio sí | Relés mecánicos                        |
| Atanasoff Berry Computer (EUA)       | 1942                                                            | Binario               | Electrónico              | No programable; sistema lineal de entrada de coeficientes utilizando tarjetas perforadas                | No                           | Condensador de memoria regenerativa    |
| Colossus Mark 1 (Reino Unido)        | Diciembre de 1943                                               | Binario               | Electrónico              | Cables de conexión e interruptores                                                                      | No                           | Válvulas termoiónicas (tubos de vacío) |
| Harvard Mark I – IBM ASCC (EUA)      | Mayo de 1944                                                    | Decimales             | Electromecánico          | Cinta de 24 canales perforados                                                                          | No                           | Relés mecánicos[19]                    |
| Zuse Z4 (Alemania)                   | Marzo de 1945 (o 1948)[20]                                      | Binario Coma flotante | Electromecánico          | Película de 35mm                                                                                        | Sí                           | Relés mecánicos                        |
| ENIAC (EUA)                          | Julio de 1946                                                   | Decimal               | Electrónico              | Cables de conexión e interruptores                                                                      | Sí                           | Tríodo biestable                       |
| SSEM (Manchester Baby) (Reino Unido) | 1948                                                            | Binario               | Electrónico              | Teclado[21] (primera computadora electrónica digital de programa almacenado)                            | Sí                           | Tubo Williams                          |